# Олбернхау
Олбернхау (њем. Olbernhau) град је у њемачкој савезној држави Саксонија. Једно је од 69 општинских средишта округа Ерцгебирге. Према процјени из 2010. у граду је живјело 10.362 становника. Посједује регионалну шифру (AGS) 14521460.

## Географски и демографски подаци
Олбернхау се налази у савезној држави Саксонија у округу Ерцгебирге. Град се налази на надморској висини од 440 - 817 метара. Површина општине износи 70,4 km². У самом граду је, према процјени из 2010. године, живјело 10.362 становника. Просјечна густина становништва износи 147 становника/km².

## Међународна сарадња
| Мјесто | Држава    | Врста сарадње | Од    |
| ------ | --------- | ------------- | ----- |
|        | Француска | партнерство   | 1991. |
|        | Чешка     | партнерство   | 1989. |
| Извор  |           |               |       |